# Hans Schmidt-Isserstedt
Pour les articles homonymes, voir Hans Schmidt et Schmidt.
Hans Schmidt-Isserstedt est un chef d'orchestre allemand, né le 5 mai 1900 à Berlin et mort le 28 mai 1973 à Holm-Holstein (près de Hambourg)

## Biographie
Il étudie d'abord la composition avec Franz Schreker au Conservatoire de Berlin.
Il dirige l'Opéra de Rostock (1928-1931) de Darmstadt (1931-1933), puis de Hambourg (1935-1943), avant d'être nommé à la tête du prestigieux Opéra de Berlin en 1944.
En 1945, il crée l'Orchestre symphonique de la NDR (orchestre de la radio ouest allemande) qu'il dirige jusqu'en 1971 lors de tournées dans le monde entier. Il conduit également l'Orchestre philharmonique royal de Stockholm de 1955 à 1964, tout en dirigeant de nombreux concerts à Covent Garden (Londres) ou en Bavière.

## Répertoire
Spécialiste de la musique romantique allemande, avec notamment une intégrale raffinée des concertos pour piano de Beethoven avec Wilhelm Backhaus, il aussi défendu la musique de ses contemporains Béla Bartók, Igor Stravinsky ou Paul Hindemith.